# Tlacotepec de Benito Juárez
Tlacotepec de Benito Juárez är en kommun i Mexiko.   Den ligger i delstaten Puebla, i den sydöstra delen av landet, 180 km sydost om huvudstaden Mexico City. Antalet invånare är 48 268. Arean är 399 kvadratkilometer.
Terrängen i Tlacotepec de Benito Juárez är varierad.
Följande samhällen finns i Tlacotepec de Benito Juárez:
- San Marcos Tlacoyalco
- Santa María la Alta
- Santo Nombre
- Tepetlacolco
- Guadalupe Victoria
- Tecoxtle
- Los Marías
- Ignacio Zaragoza
- De Rojas
- José Huerta
- El Gavilán
- La Virgen
- La Tepetatera